# Lúcio Fúrio Camilo
Lúcio Fúrio Camilo (em latim: Lucius Furius Camillus) foi um político da gente Fúria da República Romana, eleito cônsul em 349 a.C. junto com Ápio Cláudio Crasso Inregilense. Foi nomeado ditador duas vezes, em 350 e 345 a.C.. Era filho do grande herói romano Marco Fúrio Camilo, seis vezes tribuno consular e cinco vezes ditador.

## Primeira ditadura (350 a.C.)
Foi nomeado ditador pela Assembleia das centúrias ("comitiorum habendorum causa") em 350 a.C. com o objetivo de garantir a realização das eleições consulares para aquele ano. Seu mestre da cavalaria (magister equitum) foi Lúcio Cornélio Cipião.

## Consulado (349 a.C.)
Foi eleito cônsul em 349 a.C. com Ápio Cláudio Crasso Inregilense, que morreu logo no início do mandato. Como ele não foi substituído, Lúcio Fúrio se viu como poder supremo em Roma naquela magistratura.
Depois de aprontar um exército de cidadãos romanos composto de dez legiões. Duas foram deixadas para proteger a cidade e as outras oito foram divididas entre ele e o pretor Lúcio Pinário, enviado por Camilo para proteger a costa contra os piratas gregos, que infestavam o litoral do Lácio. Os gauleses foram derrotados no distrito de Pomptine e expulsos para a Apúlia. Foi nesta batalha que se deu o lendário duelo no qual o tribuno militar Marco Valério Corvo derrotou um guerreiro gaulês. Logo depois, Camilo presenteou Marco Valério com dez bois e uma coroa de ouro por sua bravura. 
Camilo então se juntou ao pretor Pinário no litoral, mas nada importante ocorreu na guerra contra os gregos, que desapareceram logo em seguida, durante seu mandato.

## Segunda ditadura (345 a.C.)
Lúcio Fúrio foi nomeado ditador novamente em 345 a.C. para lutar contra os auruncos, que haviam se rebelado contra o domínio romano. No decorrer da campanha, jurou construir um templo dedicado a Juno Moneta na Cidadela do Capitolino, que foi dedicado no ano seguinte pelos cônsules Tito Mânlio Torquato e Caio Márcio Rutilo. Seu mestre da cavalaria (magister equitum) foi Cneu Mânlio Capitolino Imperioso.